# Hr.Ms. Texel (1942)
De Hr.Ms. Texel (FY 73, FY 173, MV 11, M 867) ex HMS MMS 73 was een Nederlandse mijnenveger van het type MMS 105, vernoemd naar het Noord-Hollandse Waddeneiland Texel. Het schip werd gebouwd door de Britse scheepswerf Herald & Mckenzie uit Buckie. Hetzelfde jaar dat het schip werd gebouwd, werd het in dienst genomen bij de Nederlandse marine. Tijdens de Tweede Wereldoorlog voerde het schip mijnenveegoperaties uit in Britse wateren.
Van 2 november tot 24 november 1944 neemt de Texel samen met de andere Nederlandse mijnenvegers: Vlieland, Putten, Beveland en Terschelling deel aan Operatie Calender. Gedurende Operatie Calender worden 229 grond- en 38 verankerde zeemijnen geruimd in de Westerschelde. Dit met als doel de bevrijde haven van Antwerpen bereikbaar te maken voor geallieerde scheepvaart.
Het schip overleefde de Tweede Wereldoorlog en bleef tot 1957 in Nederlandse dienst, waar het mijnenveegoperaties uitvoerde in de Nederlandse kustwateren. Na de uitdienstname werd het schip in bruikleen gegeven aan het Zeekadetkorps Nederland.